# تیرنی بنی هدیل
تیرنی بنی هدیل (به عربی: تیرنی بنی هدیل) یک شهرداری در الجزایر است که در استان تلمسان واقع شده‌است. تیرنی بنی هدیل ۵٬۷۳۷ نفر جمعیت دارد.